# Сражение при Виттенвейере
Сражение при Виттенвейере (нем. Schlacht bei Wittenweiher) — одно из сражений Тридцатилетней войны, произошедшее 9 августа 1638 года недалеко от Брайзаха, осаждённого войсками Бернгарда Саксен-Веймарского.

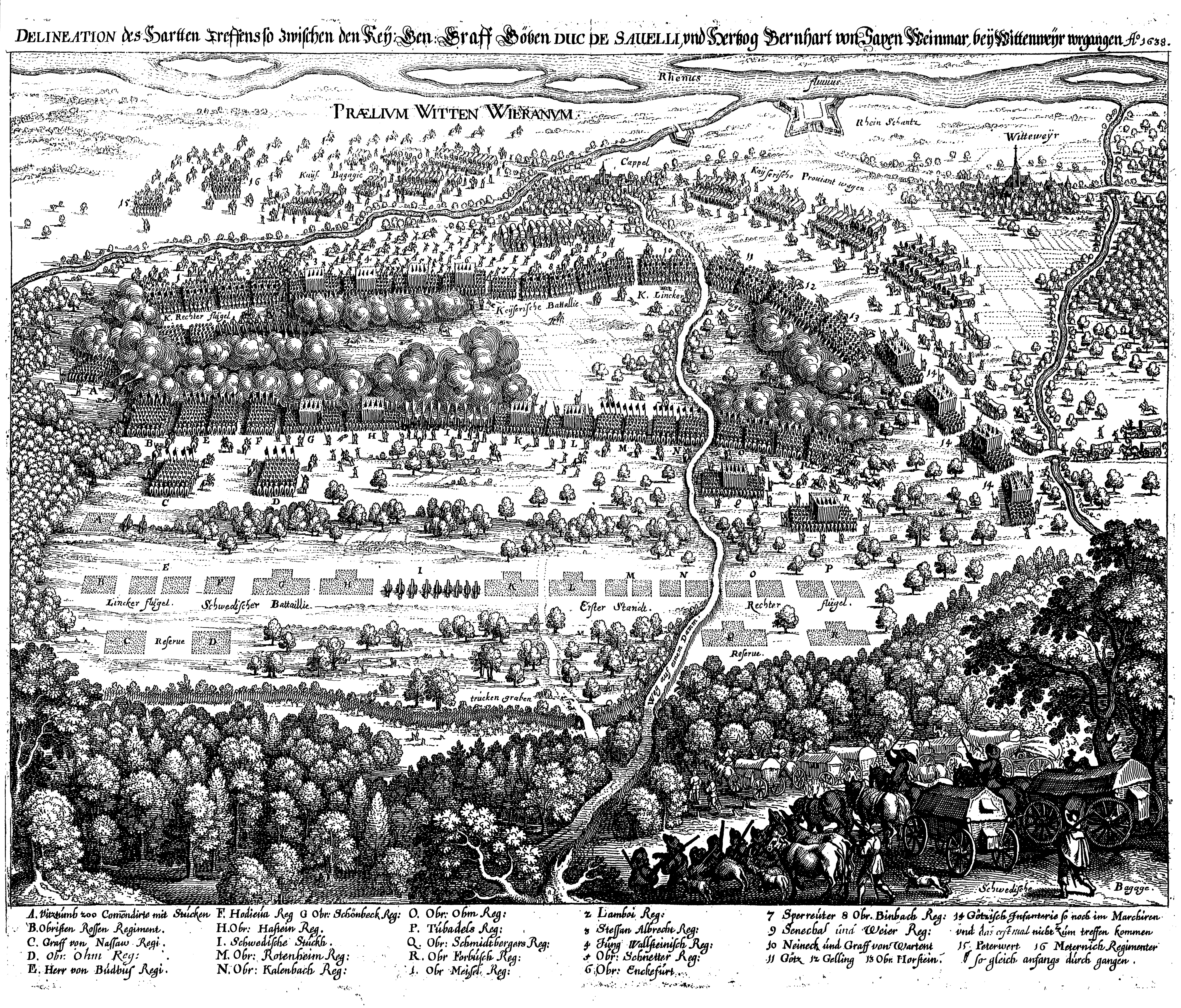
Сражение при Виттенвейере. Гравюра

Герцог Бернгард Веймарский осаждал Брайзах. Борьба за Брейзах шла на протяжении всего 1638 года. Крепость, расположенную на крутой скале, было невозможно взять штурмом. Понимая важное значение этой крепости, император отправил значительные силы (17 тысяч человек) для ее спасения. Одна из армий была доверена герцогу Савелли, другая, баварская, фельдмаршалу Гётцену. Оба полководца постоянно ссорились. При армиях находился обоз с продовольствием для защитников Брайзаха.
9 августа имперцы подошли и начали занимать боевой порядок у деревни Виттенвейер. Правое крыло имперских войск под командованием Гётцена находилось возле Виттенвейера, а левое, под командованием Савелли, примыкало к Каппелю. Большая часть имперской пехоты стала на левом крыле, а центр заняла артиллерия; конница с остальной пехотой образовала правое крыло, за которым стал резерв.
Герцог Бернгард, оставив часть сил для продолжения осады Брайзаха, с 14 тысячами шведов и французов и 14 орудиями двинулся навстречу противнику. Их армия в 2 часа дня построилась в боевой порядок по обе стороны дороги в Каппель.
Бой начался артиллерийским огнем, но вскоре имперцы под командованием Гётцена перешли в наступление. Их кирасиры опрокинули правое крыло союзников, но контратака резерва отбросила далеко назад имперскую конницу, которая обратилась в бегство. В то же время Розен и Нассау также атаковали баварскую и имперскую конницу на правом крыле и оттеснили ее к пехоте. Веймарские войска теперь смогли продвинуться в центре, и разгорелся кровопролитный бой холодным оружием. Савелли получил ранение в спину. Имперские войска захватили веймарскую артиллерию, у которой, однако, уже не было боеприпасов. Веймарцам также удалось захватить имперские орудия; эти пушки были повёрнуты и очень эффективно использованы против противника.
Постепенно имперцы были разбиты на всех пунктах и, отступая, бросились грабить собственный обоз. После пяти часов боя герцог Бернгард одержал полную победу. Его войска захватили 12 орудий, 60 знамён и весь обоз противника. Имперцы потеряли 1500 человек убитыми и ранеными, в плен попало 1300 человек. Со стороны веймарцев было около 600 убитых и 1000 раненых.